# Stefan Niederseer
 (mai 2017).
Stefan Niederseer (né le 29 septembre 1962 à Saalbach) est un ancien skieur alpin autrichien.

## Coupe du Monde
- Meilleur classement final : 31e en 1986.
- Meilleur résultat : 3e.